# شهرستان لوکاس (اوهایو)
شهرستان لوکاس، اوهایو (به انگلیسی: Lucas County, Ohio) یک سکونتگاه مسکونی در ایالات متحده آمریکا است که در اوهایو واقع شده‌است.